# Małozorek gładkotrzonowy
Małozorek gładkotrzonowy (Microglossum nudipes Boud.) – gatunek grzybów należący do rodziny patyczkowatych (Leotiaceae).

## Systematyka i nazewnictwo
Pozycja w klasyfikacji według Index Fungorum: Microglossum, Leotiaceae, Leotiales, Leotiomycetidae, Leotiomycetes, Pezizomycotina, Ascomycota, Fungi.
Po raz pierwszy opisał go w 1917 r. Jean Louis Émile Boudier. Nazwa polska na podstawie rekomendacji Komisji ds. Polskiego Nazewnictwa Grzybów

## Występowanie i siedlisko
Znane jest występowanie małozorka zielonego w niektórych krajach Europy i na jednym stanowisku na zachodnim wybrzeżu USA. W Polsce jego stanowisko po raz pierwszy podano w 2018 roku w Sudetach.
Prawdopodobnie jest grzybem saprotroficznym.